# Kipti (Tschernihiw)
Kipti (ukrainisch Кіпті; russisch Копти Kopti) ist ein Dorf in der ukrainischen Oblast Tschernihiw mit etwa 500 Einwohnern (2001).

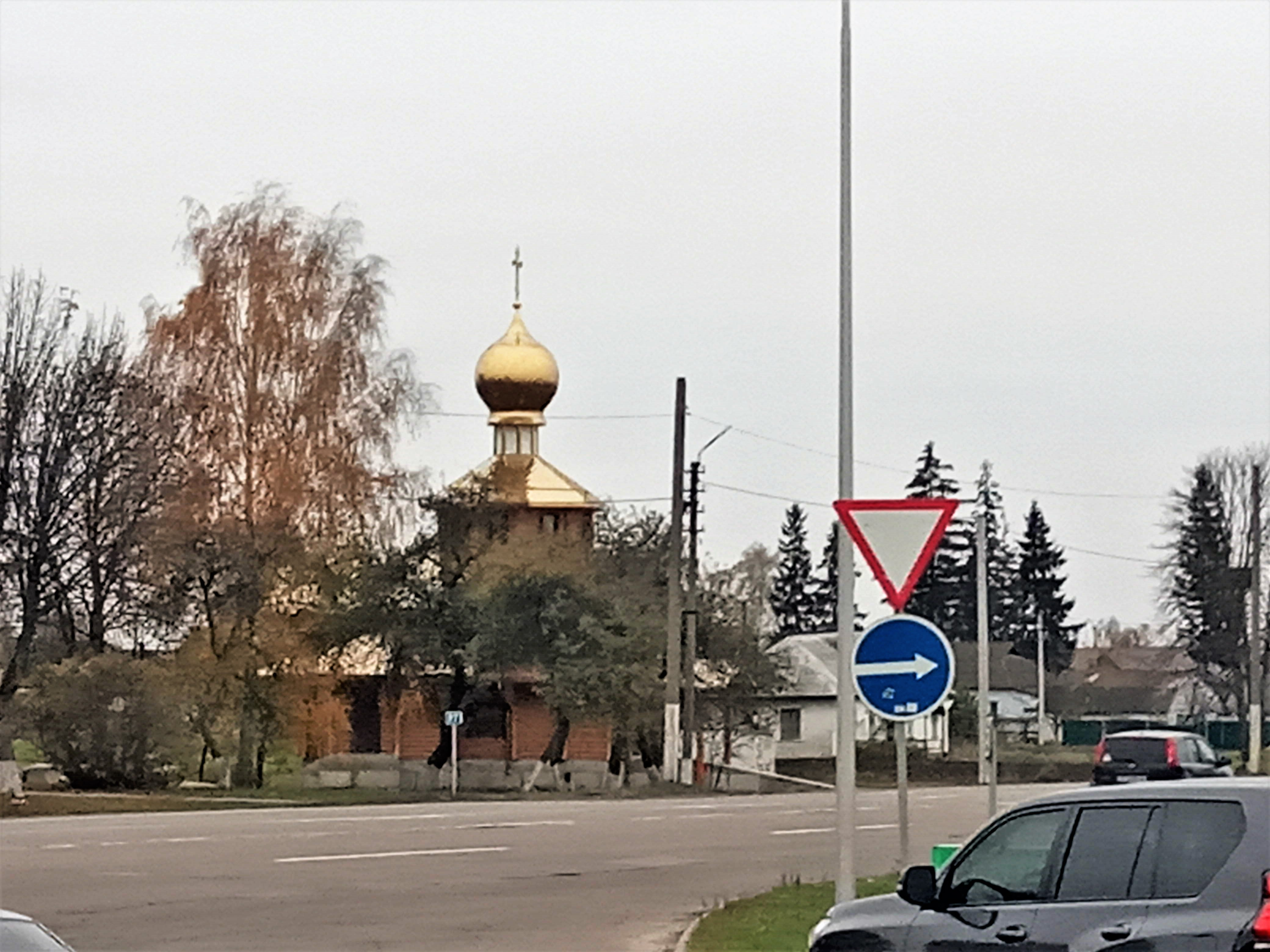
Kirche im Ort

Das um 1660 gegründete Dorf liegt am Autobahndreieck M 01/E 95–M 02/E 101 etwa 20 km nördlich vom ehemaligen Rajonzentrum Koselez, 50 km südlich vom Oblastzentrum Tschernihiw und 90 km nordöstlich der Hauptstadt Kiew.

## Verwaltungsgliederung
Am 3. September 2015 wurde das Dorf zum Zentrum der neugegründeten Landgemeinde Kipti (Кіптівська сільська громада/Kiptiwska silska hromada). Zu dieser zählten auch die 10 Dörfer Borsukiw, Dymerka, Hajowe, Nowyj Schljach, Olbyn, Pidlisne, Rosiwka, Sawynka, Samijliwka und Wowtschok sowie die Ansiedlung Prohres, bis dahin bildete es die gleichnamige Landratsgemeinde Kipti (Кіптівська сільська рада/Kiptiwska silska rada) im nördlichen Zentrum des Rajons Koselez.
Am 12. Juni 2020 kamen noch die 7 in der untenstehenden Tabelle aufgelisteten Dörfer zum Gemeindegebiet.
Am 17. Juli 2020 kam es im Zuge einer großen Rajonsreform zum Anschluss des Rajonsgebietes an den Rajon Tschernihiw.
Folgende Orte sind neben dem Hauptort Kipti Teil der Gemeinde:
| Name                     | Name       | Name                       |
| ukrainisch transkribiert | ukrainisch | russisch                   |
| ------------------------ | ---------- | -------------------------- |
| Borsukiw                 | Борсуків   | Барсуков (Barsukow)        |
| Chreschtschate           | Хрещате    | Крещатое (Kreschtschatoje) |
| Dymerka                  | Димерка    | Дымерка (Dymerka)          |
| Hajowe                   | Гайове     | Гаевое (Gajewoje)          |
| Haltschyn                | Гальчин    | Гальчин (Galtschin)        |
| Kopatschiw               | Копачів    | Копачов (Kopatschow)       |
| Krassyliwka              | Красилівка | Красиловка (Krassilowka)   |
| Nadyniwka                | Надинівка  | Надиновка (Nadinowka)      |
| Nowyj Schljach           | Новий Шлях | Новый Шлях (Nowy Schljach) |
| Olbyn                    | Олбин      | Олбин (Olbin)              |
| Pidlisne                 | Підлісне   | Подлесное (Podlesnoje)     |
| Prohres                  | Прогрес    | Прогресс (Progress)        |
| Rosiwka                  | Розівка    | Розовка (Rosowka)          |
| Samijliwka               | Самійлівка | Самойловка (Samoilowka)    |
| Sawynka                  | Савинка    | Савинка (Sawinka)          |
| Schpakiw                 | Шпаків     | Шпаков (Schpakow)          |
| Tschemer                 | Чемер      | Чемер                      |
| Wowtschok                | Вовчок     | Волчок (Woltschok)         |